# Centro de Cultura Popular Domingos Vieira Filho
O Centro de Cultura Popular Domingos Vieira Filho (CCPDVF) é um centro cultural localizado na Rua do Giz, na cidade de São Luís do Maranhão, em seu Centro Histórico. 
O CCPDVF é dividido em 4 pavimentos do circuito de exposição permanente. No pavimento térreo encontram-se temáticas relacionadas às Religiões de Matriz Africana. No segundo pavimento, no 1° andar, está exposta a exposição sobre o Divino Espírito Santo e o Carnaval de São Luís. No pavimento superior, 2° andar, encontra-se a exposição sobre o Bumba-Meu-Boi e o Circuito Natalino. No último pavimento, o sótão, apresenta-se a devoção a São José de Ribamar, o padroeiro do Maranhão, e São Raimundo Nonato dos Mulundus, festejo realizado na cidade de Vargem Grande.

## Histórico
Instalado em um sobrado de três pavimentos, do século XIX, seu nome é uma homenagem ao escritor e pesquisador da cultura maranhense Domingos Vieira FIlho. Foi criado em 1982, a partir do Museu do Folclore e Arte Popular e da Biblioteca do Folclore.
O centro mantém a exposição permanente "Casa da Festa", com temáticas relacionadas a cultos afro brasileiros e afro maranhenses (tambor de mina), Festa do Divino, cultura indígena, artesanato, brinquedos populares, bumba meu boi, tambor de crioula, bambaê de caixa, cacuriá e outros ritos e folguedos, como carnaval e natal. São apresentadas vestimentas, adereços e objetos usados em festas e nas manifestações folclóricas.
O CCPDVF também presta atividades de apoio material aos grupos folclóricos regionais e aos grupos de pesquisa e ensino no campo da cultura popular, promovendo palestras, oficinas, debates, exibição de documentários e apresentação de trabalhos acadêmicos.
Integram a estrutura do Centro de Cultura Popular Domingos Vieira Filho:
- Galeria Zelinda Lima: onde são realizadas exposições temporárias[1]
- Biblioteca Roldão Lima: especializada em Cultura Popular[6]
- Bazar do Giz: destinado à divulgação e comercialização da produção artística maranhense[1]. Atualmente o bazar encontra-se desativado, o local serve como sala de apoio para projeto de pesquisa da Universidade Estadual do Maranhão (UEMA).
- Auditório Rosa Mochel: com capacidade para 86 lugares[1]